# KeyForge
KeyForge è un "unique deck game" creato da Richard Garfield e pubblicato da Fantasy Flight Games nel 2018. 
I mazzi sono generati tramite un algoritmo proprietario di creazione dei mazzi, che ne garantisce l'unicità. Per questa ragione, non esistono due mazzi uguali né due mazzi con lo stesso nome, con una stima totale di 104 quadrilioni (104×1024) di combinazioni di mazzi unici al rilascio del primo set.
I giocatori impersonano un Arconte nel mondo del Crogiolo. Ogni Arconte gareggia per essere il primo a collezionare l'Æmber necessario per forgiare tre chiavi di diverso colore. KeyForge è il primo "unique deck game" ed è venduto in mazzi individuali contenenti 37 carte (38 nel quinto set, "Ondata Oscura").
Il primo set di KeyForge: Il Richiamo degli Arconti, è stato pubblicato il 15 novembre 2018. e conta 370 carte Il secondo set, L'Era dell'Ascensione, è stato rilasciato il 30 maggio 2019, contando 370 carte tra le 204 totalmente nuove e le 166 ristampate dal set precedente. Il terzo set, Mondi in Collisione, è stato pubblicato l'8 novembre 2019 introducendo due nuove Case (la Repubblica Sauriana, o Sauriani, e la Federazione Stellare) con un totale di 415 carte tra cui 294 completamente nuove e 121 ristampate dai set precedenti. Il quarto set, Mutazione di Massa, è stato pubblicato il 10 luglio 2020 con un totale di 422 carte, di cui 258 nuove e 164 ristampe. Il set Ondata Oscura, quinto in ordine di uscita, è stato rilasciato in Italia il 25 marzo 2021, aggiungendo 278 carte mai viste prima, 150 già conosciute, e una nuova Casa, quella degli Insondabili. Fantasy Flight Game e Asmodee, rilasciano periodicamente delle anticipazioni sui nuovi set in arrivo tramite notizie ufficiali e con il contributo di alcuni content creators della community.
ll 10 settembre 2021, la casa editrice ha rilasciato un comunicato in cui ha annunciato il sesto set previsto in uscita, Winds of Exchange, e una nuova Casa, i Compacts of Ekwidon, ma aggiungendo che a causa del malfunzionamento dell'algoritmo di creazione dei mazzi si è vista costretta a dichiarare la messa in pausa dello sviluppo del gioco.
Attualmente è già stato confermato anche un settimo set in produzione.

## Modalità di gioco
In KeyForge si scontrano due giocatori, ognuno con un singolo mazzo (generalmente chiamato Unico) a partita e con la possibilità di giocare creature, artefatti, azioni e migliorie. Lo scopo del gioco è ottenere abbastanza Æmber (pronunciato "ember") per forgiare tre chiavi di diverso colore (Rosso, Blu e Giallo, con ordine scelto dal giocatore stesso) prima che lo faccia l'avversario. Le creature possono raccogliere Æmber e combattere le une con le altre, mentre gli artefatti e le azioni forniscono effetti unici, così come le migliorie.
Ogni carta in KeyForge ha associata una Casa, e ogni mazzo ne contiene tre rigorosamente diverse l'una dall'altra. All'inizio del turno il giocatore dichiara una Casa, annunciando che potrà giocare, scartare, o usare le carte ad essa appartenenti. Rispetto a simili giochi di carte come Magic: l'Adunanza e Android: Netrunner, tipicamente le carte non richiedono un costo per essere pagate e il termine delle carte del mazzo non implica la sconfitta automatica del giocatore impossibilitato a pescare. Infatti, il giocatore può potenzialmente giocare, scartare o usare tutte le carte che desidera, a patto che siano della Casa che è stata dichiarata in precedenza e, una volta completato il mazzo, questo viene rigenerato mischiando la pila degli scarti.
KeyForge si differenzia da altri giochi di carte anche per via del suo approccio alla struttura del mazzo di gioco. Ogni mazzo possiede un retro e un nome dell'Arconte unici, in modo da prevenire eventuali modifiche aggiungendo carte provenienti da altri mazzi. Inoltre, le carte non possono essere scambiate o vendute separatamente dal mazzo originale, eliminando la possibilità di eseguire "netdecking" (la possibilità di costruire mazzi particolarmente forti ricercandoli su internet).
Il gioco introduce anche la meccanica dei "vincoli" (Chains), ovvero un valore cumulativo che generalmente inizia da 0 e può aumentare illimitatamente, impiegato per bilanciare la forza di un mazzo o l'effetto di alcune carte con effetti più potenti della media. Ogni 7 vincoli accumulati, il giocatore che ne è in possesso pescherà una carta in meno ogniqualvolta debba riempire la propria mano come descritto dal regolamento, o come richiesto da alcune carte giocate.
| Vincoli | Modificatore |
| ------- | ------------ |
| 1-6     | -1           |
| 7-12    | -2           |
| 13-18   | -3           |
| 19-24   | -4           |

...e così via.

### Formati e varianti[15]
Nel gioco organizzato di KeyForge esistono 2 formati e 5 varianti ufficiali. Le varianti, che rimangono facoltative, possono essere impiegate nei formati elencati. Inoltre, ogni organizzatore è spinto a realizzare le proprie varianti per venire incontro ai partecipanti, qualora fosse necessario.
In entrambi i formati, la modalità di gioco standard è definita "a mazzo singolo". Infatti, il mazzo non potrà essere sostituito fino alla fine del torneo.

#### Formati
- Arconte: ogni giocatore porta un mazzo del gioco al torneo. Il mazzo dev'essere ufficiale, non alterato, precedentemente ottenuto o acquistato in loco.
- Sealed: ogni giocatore riceve un mazzo nuovo, generalmente acquistato in loco. I giocatori non sono autorizzati ad aprirlo fino all'inizio della competizione e sono invitati a non registrarlo nell'app ufficiale finché l'evento non viene completato. Dopo averlo finalmente aperto, ad ognuno dei partecipanti è concesso un po' di tempo per visionarlo e familiarizzare con esso prima di cominciare a giocare.

#### Varianti
- Adattamento (o adaptive): Variante al meglio delle tre, compatibile sia col formato Arconte che con quello Sealed. Ogni giocatore porta un mazzo e lo gioca alla sua prima partita. Alla seconda, gli avversari scambiano i propri Unici giocando con quello avversario. Nel caso di una terza partita, il mazzo vincitore di entrambi gli scontri sarà utilizzato dal giocatore che avrà puntato di più tramite un'asta ai vincoli iniziata dal proprietario, il quale ne punterà inizialmente 0.
- Asta: Variante compatibile solo col formato Sealed. Esattamente come in un classico Sealed, i partecipanti comprano un mazzo e lo aprono poco prima di iniziare il torneo. Tuttavia, a differenza della modalità standard, gli Unici vengono posizionati su un tavolo con attorno i giocatori. L'organizzatore prende casualmente un mazzo dichiarandone il nome: il proprietario deve dare inizio all'asta offrendo 0 vincoli. Poi, procedendo in senso orario, ogni giocatore può aumentare l'offerta corrente o passare. Il mazzo verrà usato dal migliore offerente, una volta che tutti gli altri avranno passato. Il procedimento viene ripetuto per ogni mazzo, escludendo dall'asta chi lo ha già ottenuto. Alla fine della competizione, ogni mazzo viene riconsegnato a chi lo ha acquistato ed aperto.
- Inversione (o reversal): Variante compatibile solo col formato Arconte. Ogni giocatore porta al torneo un mazzo con cui ritiene sia difficile vincere. Ad ogni round, gli avversari scambiano i propri mazzi cercando di vincere con quello avversario.
- Sopravvivenza: Variante compatibile sia col formato Arconte che con quello Sealed. I giocatori entrano al torneo con 2 o 3 mazzi (il numero è scelto dall'organizzatore) e ne scelgono l'ordine prima di iniziare il primo round. Ogni giocatore deve iniziare col suo primo mazzo. Ad ogni sconfitta, il mazzo utilizzato viene "eliminato" per il resto della competizione e quando un partecipante li esaurisce tutti, è eliminato dal torneo.
- Tripletta: Variante al meglio delle 3, compatibile sia col formato Arconte che con quello Sealed e orientata a giocatori che hanno già una certa pratica col gioco. Ogni partecipante sceglie 3 mazzi che può utilizzare durante la competizione. Ad ogni round, l'avversario ne sceglie uno e lo "vieta", rendendolo inutilizzabile per tutto l'incontro. I giocatori scelgono il mazzo con cui giocare la prima partita: se vincono, devono cambiare mazzo giocando quello restante; se perdono, possono decidere se cambiare Unico usando quello restante oppure rigiocare con quello corrente. Ciò significa che ogni partecipante vincerà il round una volta che entrambi i mazzi non vietati avranno vinto una partita.
- Appraisal (o adaptive best of 1): Variante non ufficiale, compatibile sia col formato Arconte che con quello Sealed. Ogni partecipante segue tutte le regole della variante ufficiale Adattamento (Adaptive) ma ne gioca solo la terza partita, quella con l'asta ai vincoli. È stata pensata per organizzare tornei con una durata decisamente minore rispetto a quello impiegato da una classica competizione in Adattamento, pur mantenendo buona parte dell'abilità richiesta originariamente al giocatore.

## Set
Carte nuove sono pubblicate su base regolare tramite i relativi set. Per ognuno di essi, c'è una possibilità che una delle Case presenti possa essere "ruotata" da una nuova, o da una già esistente e a sua volta rimpiazzata in precedenza.
| Set                       | Data di pubblicazione | Carte (nuove) | Brobnar | Compacts of Ekwidon | Dis | Logos | Marte | Sanctum | Ombre | Selvaggi | Sauriani | Federazione Stellare | Insondabili |
| ------------------------- | --------------------- | ------------- | ------- | ------------------- | --- | ----- | ----- | ------- | ----- | -------- | -------- | -------------------- | ----------- |
| Il Richiamo degli Arconti | 15 novembre 2018      | 370           | ✓       |                     | ✓   | ✓     | ✓     | ✓       | ✓     | ✓        |          |                      |             |
| L'Era dell'Ascensione     | 30 maggio 2019        | 370 (204)     | ✓       |                     | ✓   | ✓     | ✓     | ✓       | ✓     | ✓        |          |                      |             |
| Mondi in Collisione       | 8 novembre 2019       | 415 (294)     | ✓       |                     | ✓   | ✓     |       |         | ✓     | ✓        | ✓        | ✓                    |             |
| Mutazione di Massa        | 10 luglio 2020        | 422 (258)     |         |                     | ✓   | ✓     |       | ✓       | ✓     | ✓        | ✓        | ✓                    |             |
| Ondata Oscura             | 25 marzo 2021         | 428 (278)     |         |                     |     | ✓     |       | ✓       | ✓     | ✓        | ✓        | ✓                    | ✓           |
| Winds of Exchange         | ?                     | ?             | ✓       | ✓                   |     |       | ✓     | ✓       |       |          | ✓        | ✓                    | ✓           |

## Sviluppo
KeyForge è stato annunciato al Gen Con il 1º agosto 2018. Un trailer di annuncio e un articolo introduttorio che ha spiegato il gioco sono stati pubblicati nel sito della Fantasy Flight Games, annunciando la data di lancio intorno alla fine del 2018. I preordini per lo starter set di KeyForge: Il Richiamo degli Arconti e per i mazzi arconte sono stati resi disponibili il giorno stesso, così come una copia PDF del regolamento. È stato anche annunciato che i tornei e gli eventi di KeyForge sarebbero stati gestiti dal programma di gioco organizzato della Fantasy Flight Games, i quali dettagli sono stati annunciati solo in seguito tramite l'opportuno sito.
Nel regolamento, Garfield ha anche parlato delle origini del gioco, manifestando la volontà di rivedere i formati "sealed" e le leghe torneistiche ritornare alla popolarità. Ha definito il contrasto tra KeyForge e gli altri giochi di carte collezionabili come "la differenza tra l'esplorare una giungla e camminare in un parco dei divertimenti (...) nel parco dei divertimenti ci sono esperti che ti dicono come giocare, le strategie più sicure, quali mazzi cercati in rete utilizzare. Nella giungla hai gli strumenti che ti servono". Garfield ha dichiarato che ha voluto creare KeyForge per 10 anni prima che venisse pubblicato, ma le tecnologie di stampa utili per lo scopo non erano ancora disponibili.
KeyForge è stato pubblicato il 15 novembre 2018, con degli eventi prerelease avvenuti precedentemente nello stesso mese. Lo stesso giorno, l'app KeyForge Master Vault e il sito internet, sono stati lanciati per poter aiutare i giocatori a tenere traccia dei mazzi acquistati.

## La "rottura" dell'algoritmo e la pausa
Il 10 settembre 2021, la Fantasy Flight Games ha pubblicato un nuovo articolo nel proprio sito ufficiale, svelando lo stato attuale del gioco e alcuni sviluppi futuri.
Un malfunzionamento all'algoritmo di creazione dei mazzi (definito "rotto" dalla casa produttrice stessa) e il perdurare della pandemia causata dal covid-19 hanno spinto Fantasy Flight Games a mettere in pausa lo sviluppo del gioco in quanto impossibilitati a generare nuovi Unici.
Tuttavia, a dimostrazione di non averlo abbandonato, sono stati annunciati il sesto set previsto per l'uscita e già completamente sviluppato, Winds of Exchange, e l'intenzione di lanciare una nuova versione digitale del gioco, prodotta dalla Stainless Games.
Nel corso del Gen Con 2021 (svoltosi online), durante il consueto in-flight report della casa produttrice, è stata rivelata la prima carta del nuovo set e l'arrivo di una nuova meccanica.

## Prodotti
| SKU   | Nome                                               | Data di pubblicazione                          |
| ----- | -------------------------------------------------- | ---------------------------------------------- |
| KF01  | KeyForge: Il Richiamo degli Arconti Starter Set    | 15 novembre 2018                               |
| KF02a | KeyForge: Il Richiamo degli Arconti Mazzo Arconte  | 15 novembre 2018                               |
| KF03a | KeyForge: Era dell'Ascensione Mazzo Arconte        | 30 maggio 2019 (USA) e 31 maggio 2019 (Europa) |
| KF04  | KeyForge: Era dell'Ascensione Starter Set          | 30 maggio 2019 (USA) e 31 maggio 2019 (Europa) |
| KF05a | KeyForge: Mondi in Collisione Archon Deck          | 8 novembre 2019                                |
| KF06  | KeyForge: Mondi in Collisione Mazzo Arconte Deluxe | 8 novembre 2019                                |
| KF07  | KeyForge: Mondi in Collisione Starter Set          | 8 novembre 2019                                |
| KF08  | KeyForge: Mondi in Collisione Premium Box          | 8 novembre 2019                                |
| KF09a | KeyForge: Mutazione di Massa Mazzo Arconte         | 10 luglio 2020                                 |
| KF10  | KeyForge: Mutazione di Massa Mazzo Arconte Deluxe  | 10 luglio 2020                                 |
| KF11  | KeyForge: Mutazione di Massa Starter Set           | 10 luglio 2020                                 |
| KF12  | KeyForge: Ondata Oscura Mazzo Arconte              | 25 marzo 2021                                  |
| KF13  | KeyForge: Ondata Oscura Mazzo Arconte Deluxe       | 25 marzo 2021                                  |
| KF14  | KeyForge: Ondata Oscura Starter Set                | 25 marzo 2021                                  |

## KeyForge Adventures
Il 12 marzo 2021, è stata pubblicata una notizia nel sito ufficiale italiano di Asmodee che ha introdotto le KeyForge Adventures: una nuova modalità cooperativa inizialmente composta da due avventure Print&Play pronte per giocare, che espandono i temi e le meccaniche già introdotte in Ondata Oscura. Alla prima avventura, L'Ascesa del Krakiaven, pubblicata il 23 aprile 2021 interamente in italiano, è seguita La Cospirazione Abissale, uscita invece il 14 maggio 2021 in italiano.
Tutte le avventure prevedono dei regolamenti personalizzati ma sempre basati su quello del gioco originale, e possono essere giocate sia in solitario che in compagnia facendo variare consistentemente la difficoltà della sfida.

### L'Ascesa del Krakiaven
Nella prima avventura, L'Ascesa del Krakiaven (The Rise of the Keyraken in lingua originale), i giocatori dovranno affrontare un'imponente bestia che ha risalito i fondali oceanici, il Krakiaven, risvegliato dal culto degli Aquan. I giocatori impersoneranno ancora una volta gli Arconti, che collaboreranno con un equipaggio spedito negli abissi a bordo della nave NSLR Vortexilon per indagare sulla scomparsa dei segnali inviati da un osservatorio sottomarino della Casa Logos.

### La Cospirazione Abissale
Temporalmente collocata dopo la prima avventura, in La Cospirazione Abissale (The Abyssal Conspiracy in inglese), la nave NSLR Vortexilon con cui sta viaggiando l'equipaggio viene danneggiata e sabotata da un misterioso individuo, il cui obiettivo è quello di ostacolare la spedizione e ottenere un enorme potere capace di sottomettere persino l'intero Crogiolo.

## Spin-off
Nel 2020, è stata pubblicata l'antologia di storie brevi science fantasy ambientate nel Crogiolo, Tales from the Crucible, uscita in Italia tradotta il 25 maggio 2021 col nome di Racconti del Crogiolo. Il 6 aprile 2021, è uscito The Qubit Zirconium: A KeyForge Novel.

## Accoglienza
IGN ha descritto il gioco come "un'idea totalmente nuova e un formato di gioco molto differente", ma ha sollevato dei dubbi sul modello di randomizzazione, sostenendo che "le persone non spenderanno molti soldi su singole carte rare, ma potrebbero rimpiazzarlo con lo spendere molti soldi sui mazzi casuali nella speranza di essere fortunati ottenendo una grande combinazione di carte". Polygon ha definito il gioco "memorabile" durante una hands-on demo e ha sostenuto che "è costruito per ritagliarsi una fetta di mercato".
Il gioco ha ricevuto recensioni positive sin dal momento del rilascio. Tom Vasel di The Dice Tower ha detto che il mazzo nel set iniziale "dà la sensazione di essere bilanciato" e ha esaltato gli aspetti unici del gioco, così come le sue modalità.

## Creatori di contenuti italiani
- Anonimi Forgiatori
- Autocannons KeyForge
- Fab Forge
- Forgiare Con Stile
- il Vizzo
- KeyForge Italia
- KeyForge Network
- Keyforge Wiki
- L'Arconte del Crogiolo
- Mitrux
- Team GG KeyForge
- The Forgers